# フィリップ・H・ゴードン
フィリップ・H・ゴードン(英語:Philip H. Gordon)はアメリカ、1962年オハイオ州生まれ。アメリカの外交官、国際関係学および国際総合政策学者。アメリカの国家安全保障アドバイザーである。主な主張は米欧連携を通じての国際秩序再構築と米国覇権拡大。クリントン政権、オバマ政権時代に外交安全保障担当顧問や安全保障担当の職務を歴任。1998年以降、アメリカ民主党政権下の歴代政府にNational security policyの専門家として政策の策定助言等を行う立場であり、外交政策顧問及び主に対欧州関係の役務に就任し民主党政権下では断続して歴代の政府中枢で活動してきた。常に米欧協調型の多国間調整の重要性を指摘する立場であり、アメリカの縮小的地域覇権再編成を唱える個別主義及びモンロー主義とは対極的な政策姿勢を堅持している。
2022年3月21日以降、バイデン政権内では大統領補佐官およびカマラ・ハリス米国副大統領の国家安全保障問題担当大統領補佐官。
トランプ共和党政権時代の外交安全保障にたいして批判的な言説をメディアなどを通じて発信している。
多数の著作があり、ブルッキングス研究所の上級研究員を務めたころからトルコ、イラク、米欧関係の主に外交及び歴史環境または安全保障について著述した共著論説も多い。研究対象である米国と欧州及び中東との国際関係を分析しており、フランス、トルコ、イラク、シリアおよび他の中東諸国における国際間関係を著述活動の主体としてきた。

## 研究キャリア
ワシントンDCのブルッキングス研究所研究員、ロンドンの国際戦略研究所、フォンテーヌブローの国際経営大学院INSEAD 、パリの政治学院（「Sciences Po」）、ボンのドイツ貿易政策協会などで、研究を行うと共に研究者の指導教育等を行うなど精力的に活動。研究成果も多数発表している。

## クリントン政権
1998年よりビル・クリントン大統領の下で国家安全保障会議の欧州問題担当部長。

## オバマ政権
バラク・オバマの2008年大統領選挙キャンペーンの上級外交政策顧問。
オバマ政権では、ゴードンは2009年5月から2013年3月まで、ヒラリー・クリントン国務長官の下で欧州・ユーラシア担当国務次官。次官在任中は、米国とEUとの交渉及び協力関係の構築を進め、米国資本の商業ビジネス利益の拡大を図ると共に、東欧、バルカン半島、コーカサスへの「西側」民主主義価値観の拡張を図った。さらに地域安定を視野に入れロシアおよびトルコとは二国間協力を推進した。
2013年、大統領特別補佐官兼NSCの中東・北アフリカ・湾岸地域調整官に任命。パレスチナ問題については専門外ながら緊張関係緩和と和平プロセスの構築に深く関与した。

## バイデン政権
2022年3月21日以降、バイデン政権内では大統領補佐官およびカマラ・ハリス米国副大統領の国家安全保障問題担当大統領補佐官。